# ویجایتا پاندیت
ویجایتا پاندیت (انگلیسی: Vijayta Pandit؛ زادهٔ ۱۹۶۷ میلادی) هنرپیشه و خواننده اهل کشور هند است. بیشتر شهرت این بازیگر به خاطر بازی در فیلم نخستش قصهٔ عشق و با عزت زندگی می‌کنیم است.

## فیلم‌ شناسی
- ۱۹۷۶ تردید
- ۱۹۸۱ قصه عشق
- ۱۹۸۵ سابقه
- ۱۹۸۵ محبت
- ۱۹۸۵ وفادار
- ۱۹۸۶ دزد ماشین
- ۱۹۸۷ دیوانه اسم توست
- ۱۹۸۷ شریک زندگی من
- ۱۹۸۸ با عزت زندگی می‌کنیم
- ‌‌۱۹۸۸ زلزله
- ۱۹۸۸ افسر
- ۱۹۸۸ آتش و شعله
- ۱۹۸۸ دوشنبه، سه شنبه، شنبه
- ۱۹۸۹ شاه مار
- ۱۹۹۰ وفا
- ۱۹۹۰ طوفان عشق
- ۱۹۹۰ قسم به کار
- ۱۹۹۶ اسکندر زمان